# Helke Sander
Helke Erika Elisabeth Sander, coneguda com a Helke Sander (Berlín, 31 de gener de 1937) és una cineasta alemanya.

## Biografia
Nascuda a Berlin, va estudiar art dramàtic a Hamburg entre 1957 i 1958. El 1959 es va casar amb l'escriptor finlandès Markku Lathela i van tenir un fill, Silvio, que més tard protagonitzaria un curtmetratge homònim dirigit per ella. El 1964 comença a treballar com a directora a la televisió finlandesa. El 1965 torna a Berlín i entra a l'Acadèmia Alemanya de Cinema i Televisió de Berlín (Deutsche Film und Fernsehakademie) i es gradua en una de les primeres promocions de l'escola.
Va estar activament involucrada en el moviment d'estudiants, va cofundar amb altres dones, com ara Marianne Herzog, el Consell d'Acció per a l'Alliberació Femenina. Com a resultat de la seva activitat, van aconseguir la creació de diverses escoles bressol a Berlín. D'aquella època són els seus documentals Kindergärtnerin, was nun? (1969) i Kinder sind keine Rinder (1969). El 1968, a Frankfurt, pronuncia un discurs a la conferència de delegats de la Unió Estudiantil Socialista que és considerat pioner i iniciador del moviment feminista de la República Federal Alemanya.

## Creació cinematogràfica i militàncies
Helke Sander és un referent del Nou Cinema Alemany i del feminisme dels anys 70.
S'interessa pel cinema a partir de la Nouvelle Vague, no per la representació dels personatges femenins, que considera clàssics i estereotipats, sinó per la ruptura de la forma narrativa. Durant els anys d'estudiant va col·laborar sovint amb Harun Farocki, amb qui compartia el gust per l'anàlisi. Farocki va ser el seu assistent a Brecht die Macht der Manipulateure, film documental que analitza detalladament els processos polítics i de poder relacionats amb la construcció del discurs informatiu i, concretament, contra el poder ostentat pel grup comunicatiu Springer. Sander, alhora, va realitzar diferents papers en alguns dels films de Harun Farocki.
Amb el pas del temps va prioritzar la lluita feminista entre els seus interessos i va centrar la seva militància, la seva anàlisi i la seva cinematografia en alguns dels temes principals de la lluita pels drets de les dones.

## Filmografia[3]
- Subjektitüde (1966)
- Silvo (1967)
- Brecht die Macht der Manipulateure (1968)
- Eine Prämie für Irene (1971)
- Die allseitig reduzierte Persönlichkeit – Redupers (1978)
- Der subjektive Faktor (1981)
- Aus Berichten der Wach – und Patrouillendienste (1984)
- Völlerei? Füttern! (1986/1987)
- Befreier und Befreite. Krieg, Vergewaltigungen, Kinder, Teil I-II (1992)
- Dorf (2001)
- Hannelore Mabry (2005)
- Mittenim Malestream (2005)